# Огюст Вернейль
Огюст Віктор Луї Вернейль (французька мова: [Vɛʁnœj]; 3 листопада 1856 — 27 квітня 1913) — французький хімік, який найвідоміший за винаходом першого комерційно життєздатного процесу для виготовлення синтетичних дорогоцінних каменів. У 1902 році він винайшов процес «Метод Вернеля» («Flame Fusion»), який залишається у використанні сьогодні як недорогий спосіб виготовлення штучного корунду, або рубінів та сапфірів.